# Nueva Vulcano
|  | No s'ha de confondre amb la drassana Nuevo Vulcano. |

Nueva Vulcano és un grup de música de Barcelona format per Artur Estrada, Wences Aparicio i Albert Guardia que practica un estil rock amb sensibilitat pop (tornades, ganxos melòdics, lletres himne, etc.). És una banda amb un potent directe, referent de la dècada dels 2000 a Barcelona.

## Discografia
- Principal primera (BCore, 2004)
- Juego entrópico (BCore, 2005)
- The Life and Times/Nueva Vulcano (Split CD) (Trece Grabaciones, 2006)
- Los días señalados (EP) (BCore, 2007)
- Los peces de colores (BCore, 2009)
- Todo por el bien común (EP) (BCore, 2013)
- Novelería (BCore, 2015)
- Nombres y apellidos (EP) (BCore, 2016)
- Ensayo (BCore, 2020)
- Suficientemente (single) (BCore, 2021)